# Conopophaga peruviana
Conopophaga peruviana е вид птица от семейство Conopophagidae.

## Разпространение
Видът е разпространен в Боливия, Бразилия, Еквадор и Перу.